# Wagashi
Wagashi (和菓子, wa-gashi) is een brede verzamelnaam voor een aantal traditionele Japanse delicatessen en zoetwaren, die zijn verheven tot echte kunstwerken. Vaak worden ze in combinatie met matcha (groene thee) geserveerd tijdens een theeceremonie. Met name de soorten die gemaakt worden uit mochi (kleefrijstcake), anko (rodebonenpasta) en fruit. Normaliter worden wagashi gemaakt uit plantaardige traditionele Japanse ingrediënten.

## Herkomst

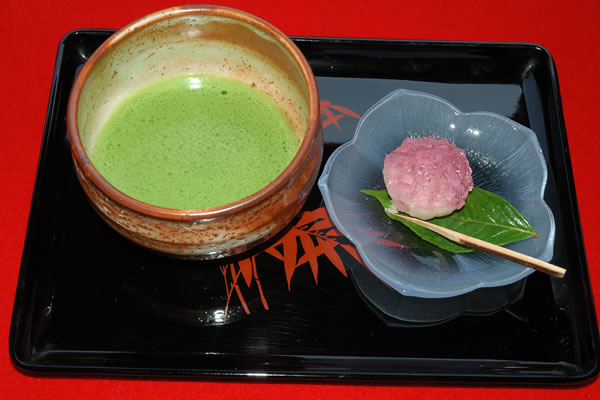
Een kopje matcha (groene thee) met wagashi op een zwart gelakt dienblad

De naam wagashi  is een samenstelling van wa (和) en kashi (菓子). Kashi betekent snoep, maar oorspronkelijk betekende het eigenlijk fruit en noten. Met de toenemende suikerhandel tussen China en Japan werd suiker tegen het einde van de Muromachi-periode een veelgebruikt ingrediënt. Door de introductie van thee en dimsum werd het creëren van wagashi voor theeceremonies erg populair tijdens de Edo-periode in Japan.

## Kenmerken
Kenmerkend voor wagashi is ook dat deze zoveel mogelijk traditionele Japanse ingrediënten bevatten. Denk aan (kleef)rijstmeel, anko (zoete rodebonenpasta), sojabonen, en dus suiker. In tegenstelling tot veel westerse zoetigheid wordt er daarbij ook vrijwel geen boter, eieren, of melk bij gebruikt. Chocolade of vanille zie je er ook maar weinig in terug. In plaats daarvan wordt er gekozen voor matcha (groene thee), koffie, yomogi (wijde alsem) of subtiele fruitsmaken van natuurlijke smaakstoffen. Populaire toppings voor over de wagashi zijn kinako (geroosterd sojameel) en kuromitsu (bruine suikersiroop).
Het maken van wagashi is doorgaans veel werk en wordt gezien als een echte kunstvorm. Voor Japanners zijn de wagashi kleine kunstwerken, die zowel het jaargetijde vertegenwoordigen waarin de wagashi wordt gemaakt als de bescheiden cultuur van Japan. Wagashi zijn vaak erg gedetailleerd ontworpen met gebruik van seizoensgebonden en natuurlijke motieven, zoals bladeren en bloemen om de verschillende objecten van de natuur in de vier seizoenen van Japan weer te geven. De soorten worden meestal vernoemd naar poëzie, historische gebeurtenissen of elementen uit de natuur.
De wagashi worden vaak verkocht in speciale winkels, vergelijkbaar met de banketbakkerijen in Nederland. Ze worden gegeven als cadeau tijdens feestdagen, maar kunnen ook gebruikt worden als traktatie om uit te delen aan gasten. Verschillende plaatsen in Japan hebben wagashi met een unieke smaak als hun lokale specialiteit. Vaak worden ze na een (zaken)reis als souvenir voor thuis meegenomen.

## Soorten

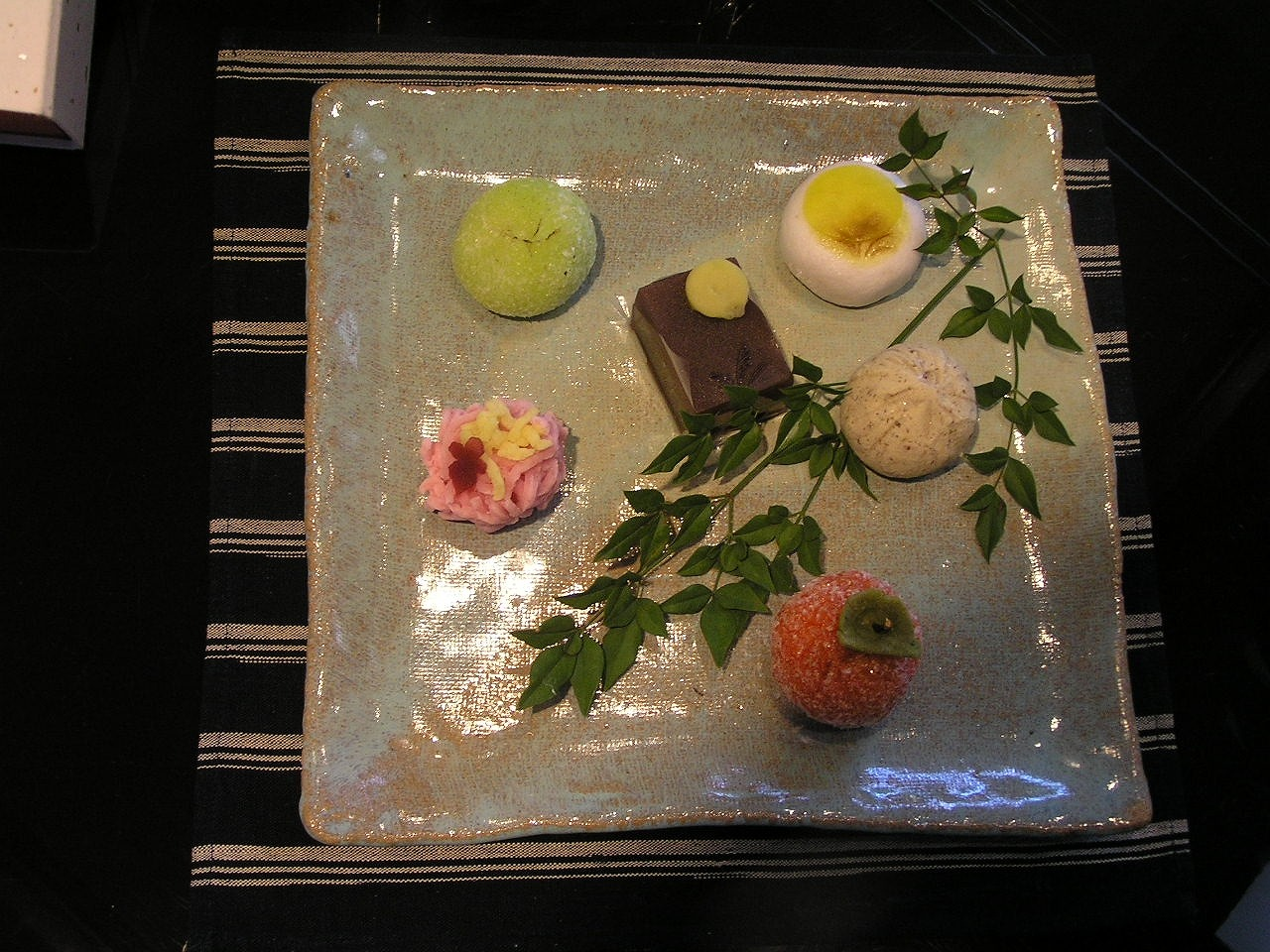
Een bord met zes wagashi

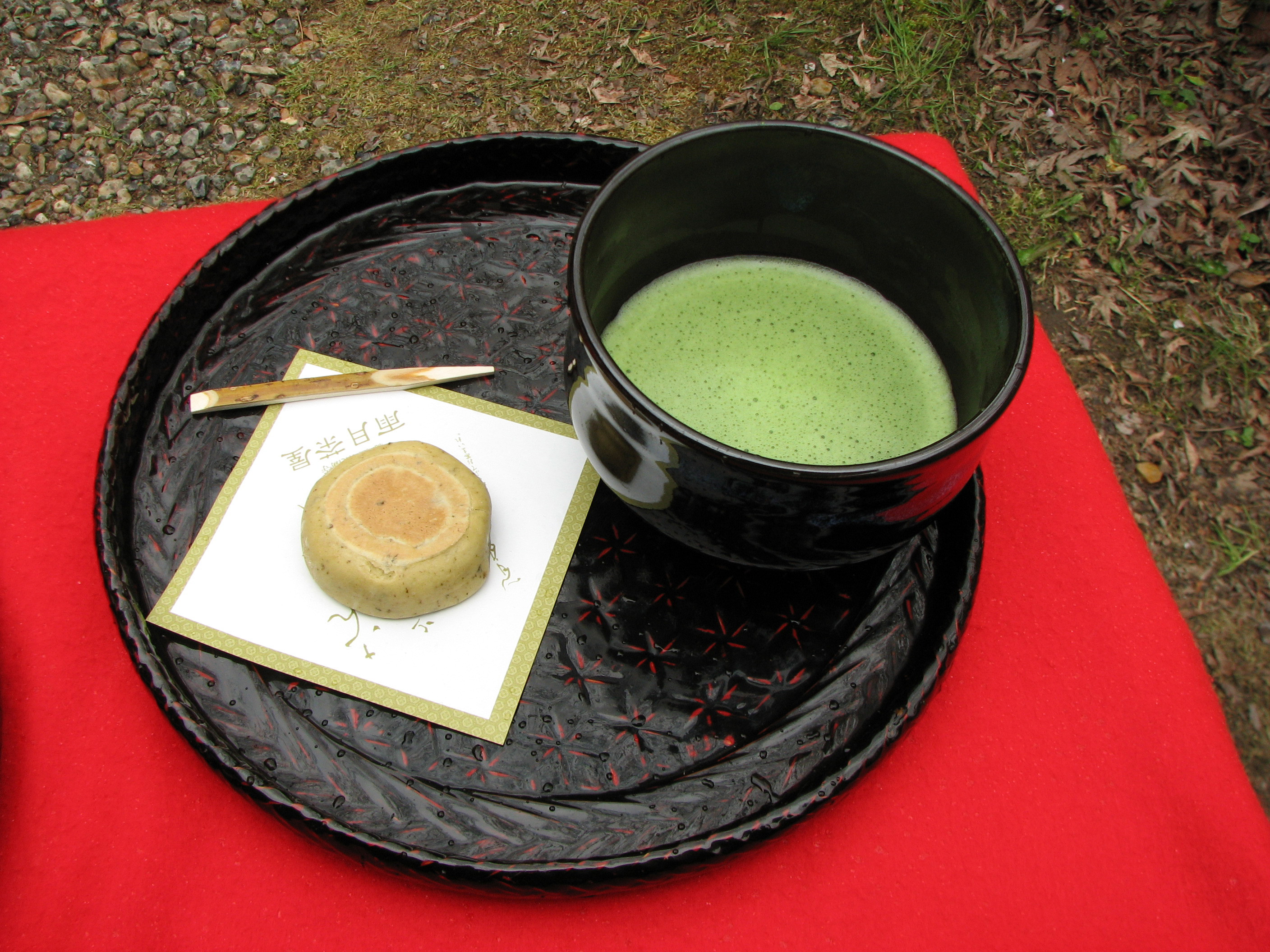
Wagashi geserveerd met matcha thee

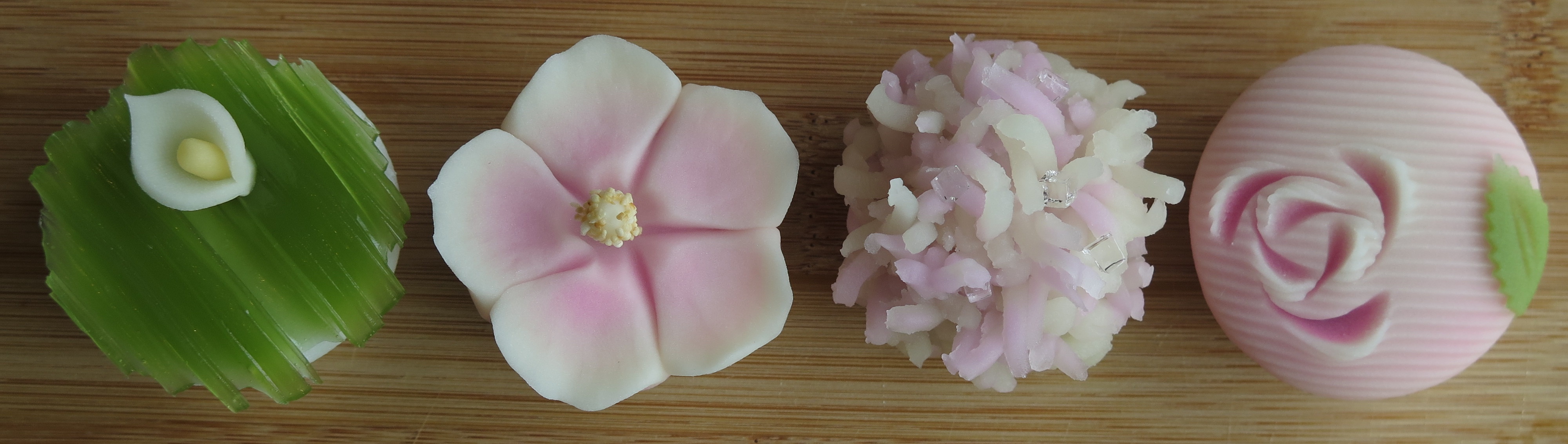
Zomerse wagashi

Vaak wordt de namagashi (生菓子) geassocieerd met wagashi, maar dat is een groep welke onderdeel is van de brede verzamelnaam wagashi. Er zijn nog veel meer soorten wagashi, zoals de bekende mochi, daifuku, dango, taiyaki en manjū.

### Indeling
Wagashi wordt ingedeeld naar bereidingsmethode en het vochtgehalte. Het vochtgehalte is erg belangrijk, omdat het de houdbaarheid beïnvloedt. Zo moet namagashi gegeten worden rond de dag van de bereiding, maar kan higashi lang meegaan. De indeling is als volgt:
- Namagashi (生菓子, let. verse zoetwaren) is kneedbaar — vochtpercentage: 30% of hoger,  
voorbeeld: mochi, daifuku, dorayaki, sommige soorten dango, manjū, taiyaki, yokan, anmitsu
  - Jō namagashi (上生菓子) of nerikiri
  - Mochi mono (もち物) — gemaakt van mochiko (kleefrijstmeel) of geplette rijst
  - Mushi mono (蒸し物) — gevormd en dan gestoomd
  - Yaki mono (焼き物) — gebakken
    - Hiranabe mono (平なべ物) — gebakken in een platte pan of op een plaat
    - Ōbun mono (オーブン物) — uit de oven

  - Nagashi mono (流し物) — in gelei
  - Neri mono (練り物) — gekneed
  - Age mono (揚げ物) — gefrituurd
- Han namagashi (半生菓子, let. half verse zoetwaar) is half-kneedbaar — vochtpercentage: 10% – 30%,   
voorbeeld: monaka, angashi, amanattō, (o)shiruko / zenzai
  - An mono (あん物)
  - Oka mono (おか物) — verschillende delen samengebracht
  - Yaki mono (焼き物) — gebakken
    - Hiranabe mono (平なべ物) — gebakken in een platte pan of op een plaat
    - Ōbun mono (オーブン物) — uit de oven

  - Nagashi mono (流し物) — in gelei
  - Neri mono (練り物) — gekneed
- Higashi (干菓子, let. droge zoetwaar) is hard en niet kneedbaar — vochtpercentage: 10% of lager,   
voorbeeld: konpeito, goshiki-ito, rakugan, zuurtjes, lolly's, arare, senbei (Japanse zoutjes)
  - Uchi mono (打ち物) — gegoten in een mal
  - Oshi mono (押し物) — samengedrukt
  - Kake mono (掛け物)
  - Yaki mono (焼き物) — gebakken
  - Ame mono (あめ物) — snoepgoed

### Voorbeelden
| Naam                        | Japans               | Omschrijving | Afbeelding |
| --------------------------- | -------------------- | --- | ---------- |
| Akumaki                     |                      | kleefrijstcake gekookt in loog en omwikkeld door bamboe-blad, oorspronkelijk uit Kyushu en gegeten tijdens het jongensfestival (Tango no Sekku) op 5 mei                                           |            |
| Anmitsu                     | あんみつ             | gekoelde kanten-blokjes geserveerd met anko, fruit, kuromitsu en mochi-balletjes |            |
| Amanattō                    |                      | gestoofde en gedroogde azukibonen of andere bonen met suiker (amanattō en nattō zijn niet verwant)                                                                                                 |            |
| Daifuku                     | 大福 let. veel geluk | algemene term voor mochi gevuld met een zoete vulling (meestal anko) |            |
| Dango                       | だんご               | klein, plakkerig, zoet balletje van mochiko (kleefrijstmeel), traditioneel met 3 tot 5 bolletjes op een brochette gestoken en per drie stokjes geserveerd                                          |            |
| Dorayaki                    | どら焼き             | rond, plat gebakje bestaande uit twee plakjes castellacake met anko ertussen |            |
| Gokabou                     |                      | gezoete cake gemaakt van rijst gemengd met suiker |            |
| Ikinari dango               |                      | gestoomd broodje met een vulling van zoete aardappel en anko, oorspronkelijk uit Kumamoto |            |
| Imagawayaki                 |                      | zoete vulling (meestal anko) omhuld door een gebakken deeglaag in de vorm van een schijf |            |
| Konpeito                    |                      | kristalsuikergoed |            |
| Kuri kinton                 |                      | gezoete mix van gekookte en gepureerde kastanjes |            |
| Manjū                       | 饅頭 of まんじゅう   | gestoomde cakes met een zoete vulling (meestal anko) omhuld door een bloemdeeg, verkrijgbaar in vele vormen zoals esdoornblad (momiji-manjū), perziken, konijnen en matsutake (松茸) paddenstoelen |            |
| Mochi                       | 餅                   | rijstcake gemaakt van mochiko (kleefrijstmeel) en traditioneel van geplette kleefrijstkorrels (mochigome)                                                                                          |            |
| Monaka                      |                      | anko-vulling ingeklemd tussen twee delicate en knapperige zoete rijstcrackers |            |
| Shiruko / oshiroko / zenzai | おしるこ / ぜんざい  | warm dessert gemaakt van anko in een vloeibare soepvorm, met kleine mochi stukjes erin drijvend |            |
| Rakugan                     |                      | kleine, zeer stevige en zoete cake die is gemaakt van rijstmeel en mizuame |            |
| Taiyaki                     | たい焼き             | een zoete vulling (meestal anko) omhuld door een gebakken deeglaag, maar dan in de vorm van een vis, vergelijkbaar met imagawayaki                                                                 |            |
| Uirō                        |                      | gestoomde cake gemaakt van rijstmeel (joshinko) en suiker, vergelijkbaar met mochi |            |
| Yatsuhashi                  |                      | dunne vellen gyūhi (gezoete mochi), verkrijgbaar in verschillende smaken, zoals kaneel, en gevouwen tot een driehoek rond een bolletje vulling, oorspronkelijk uit Kioto                           |            |
| Yōkan                       | 羊羹                 | een van de oudste wagashi, een stevig blok anko, verhard met agaragar en extra suiker |            |
| Yubeshi                     | ゆべし               | een mengsel van rijstmeel, suiker en sojasaus dat is gestoomd, komt voor als plak of gevuld in een uitgeholde yuzu (Japanse citrus)                                                                |            |

## Galerij met voorbeelden

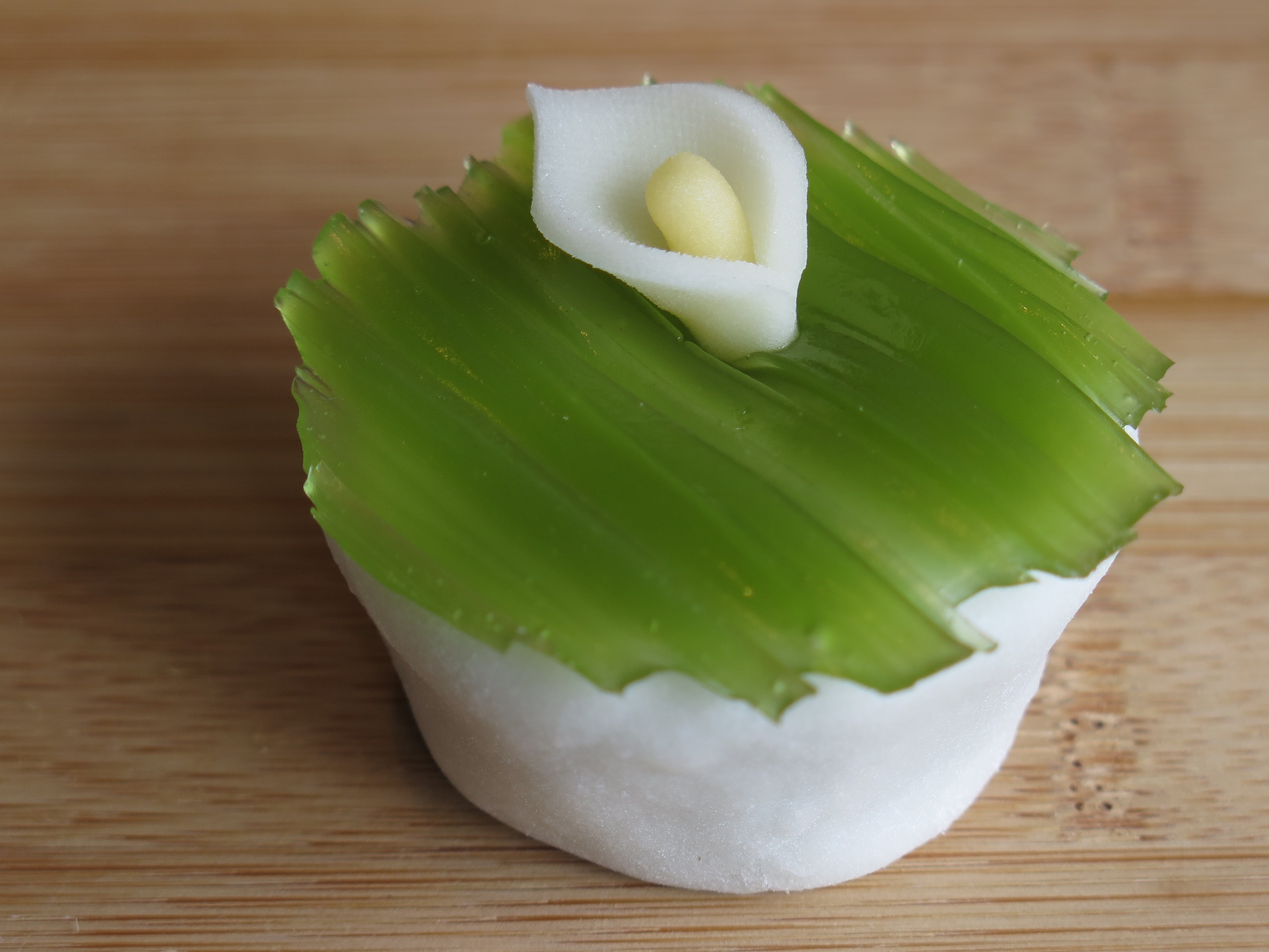
Namagashi (生菓子)
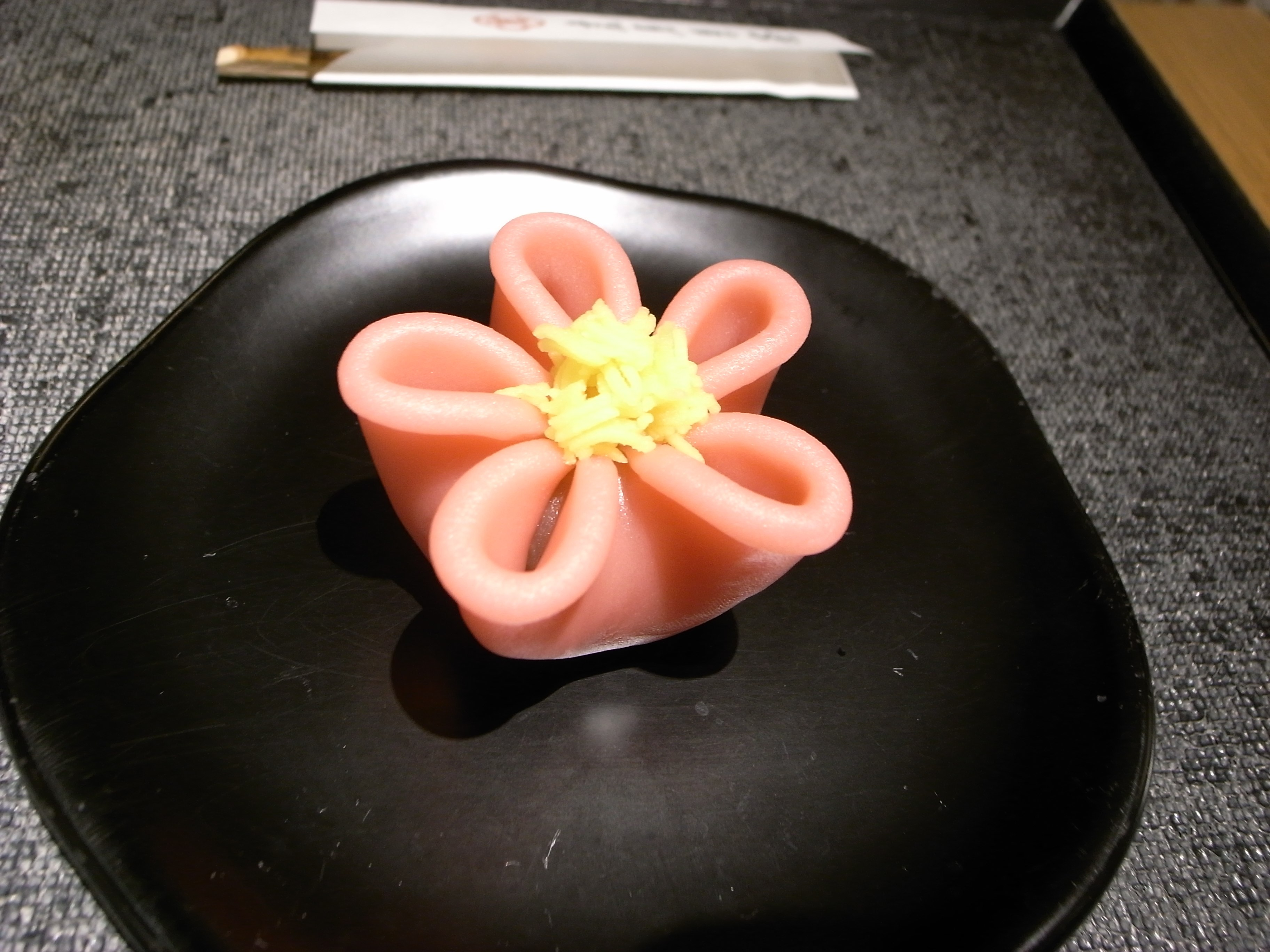
Namagashi (生菓子)
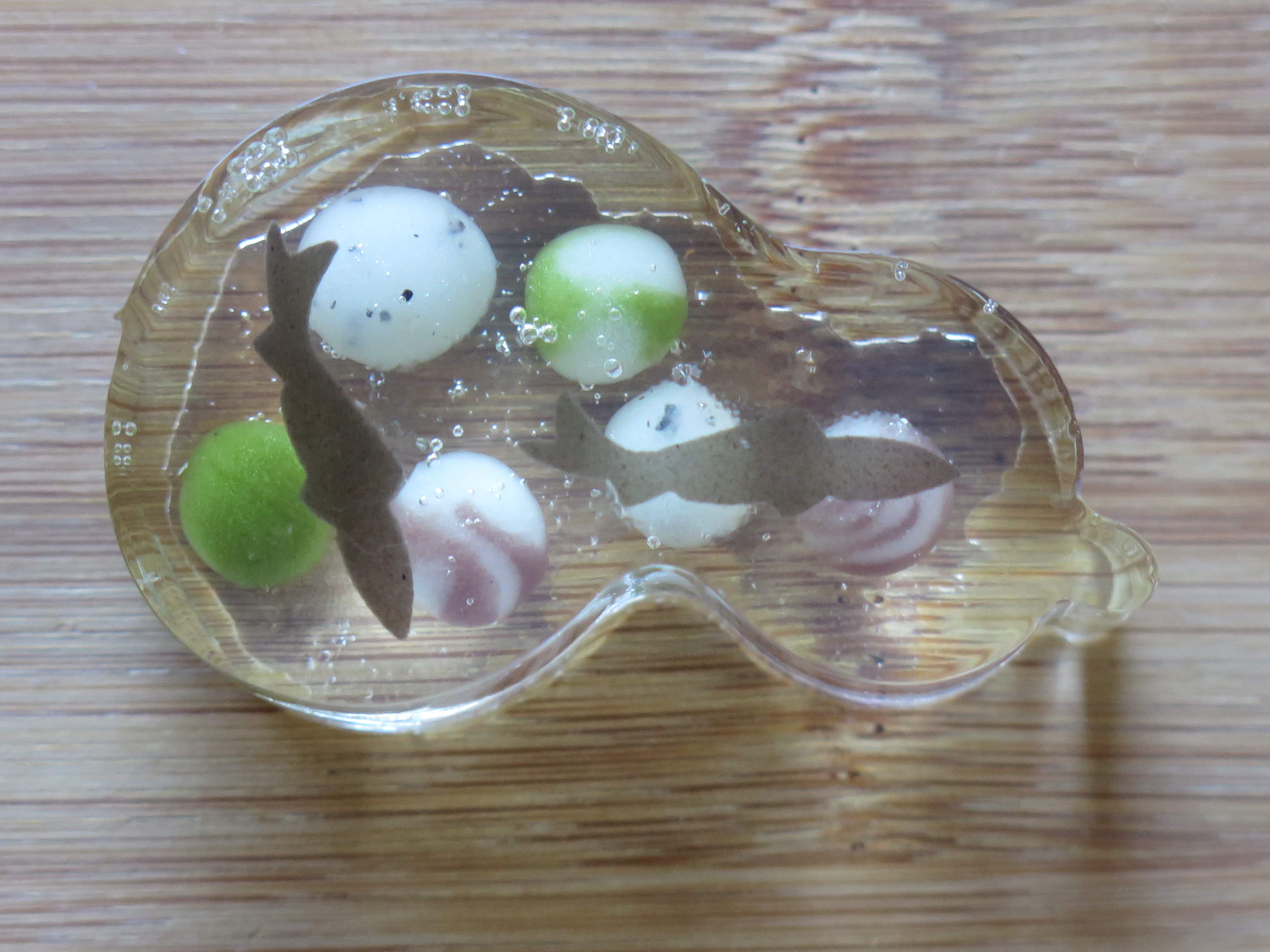
Gelei wagashi met karpers
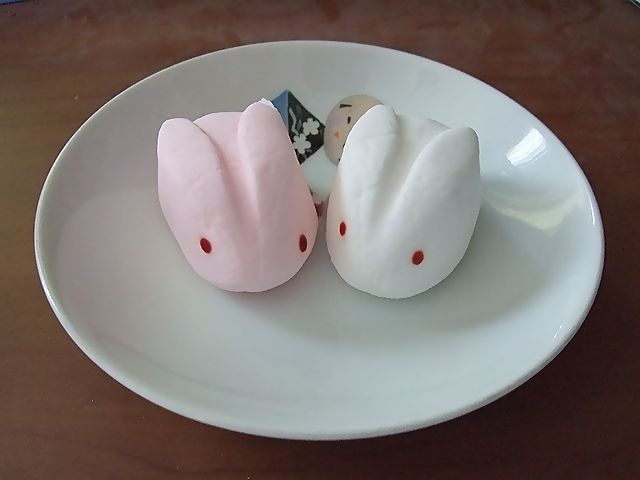
Konijnen wagashi
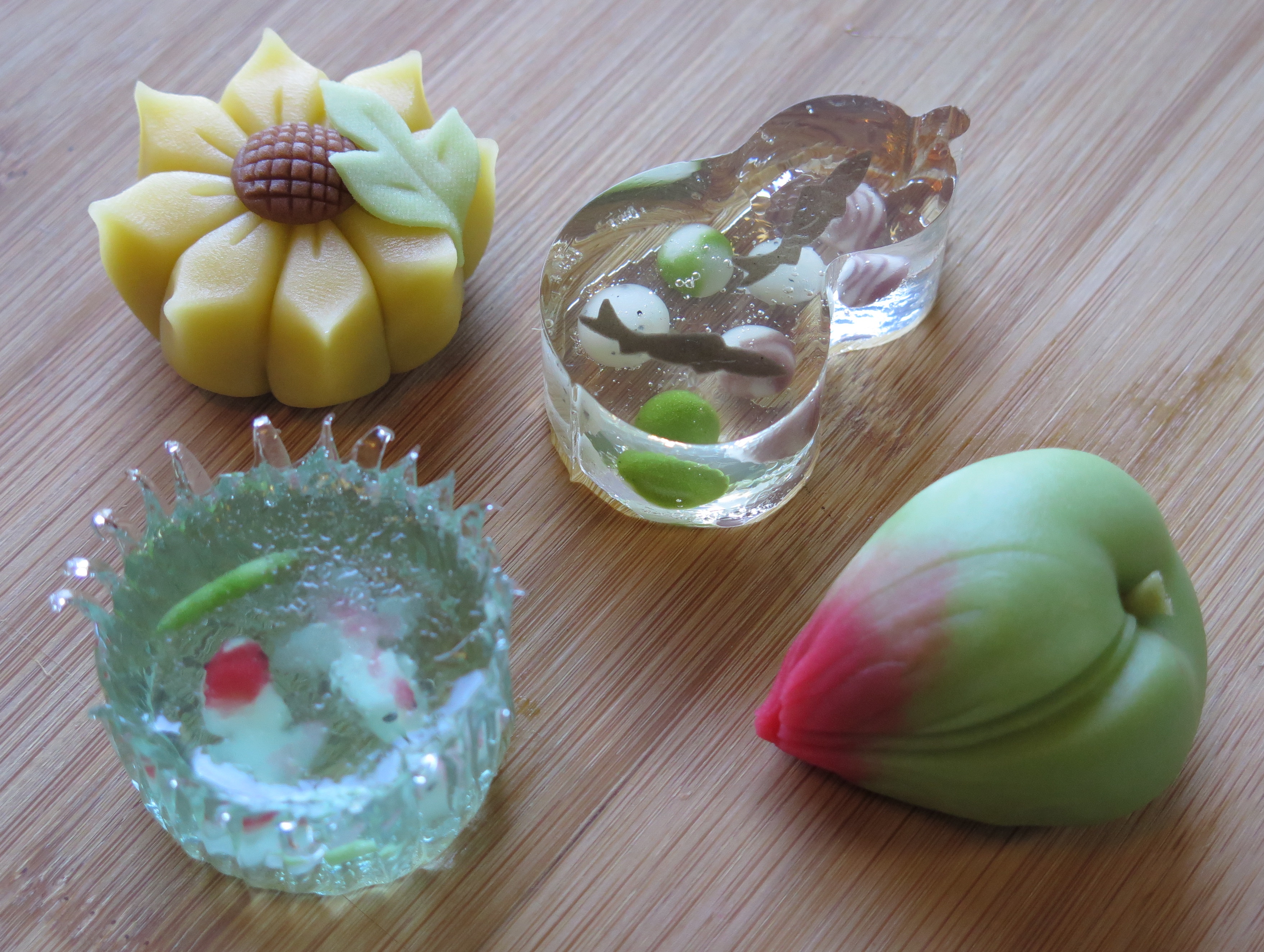
Zomerse namagashi
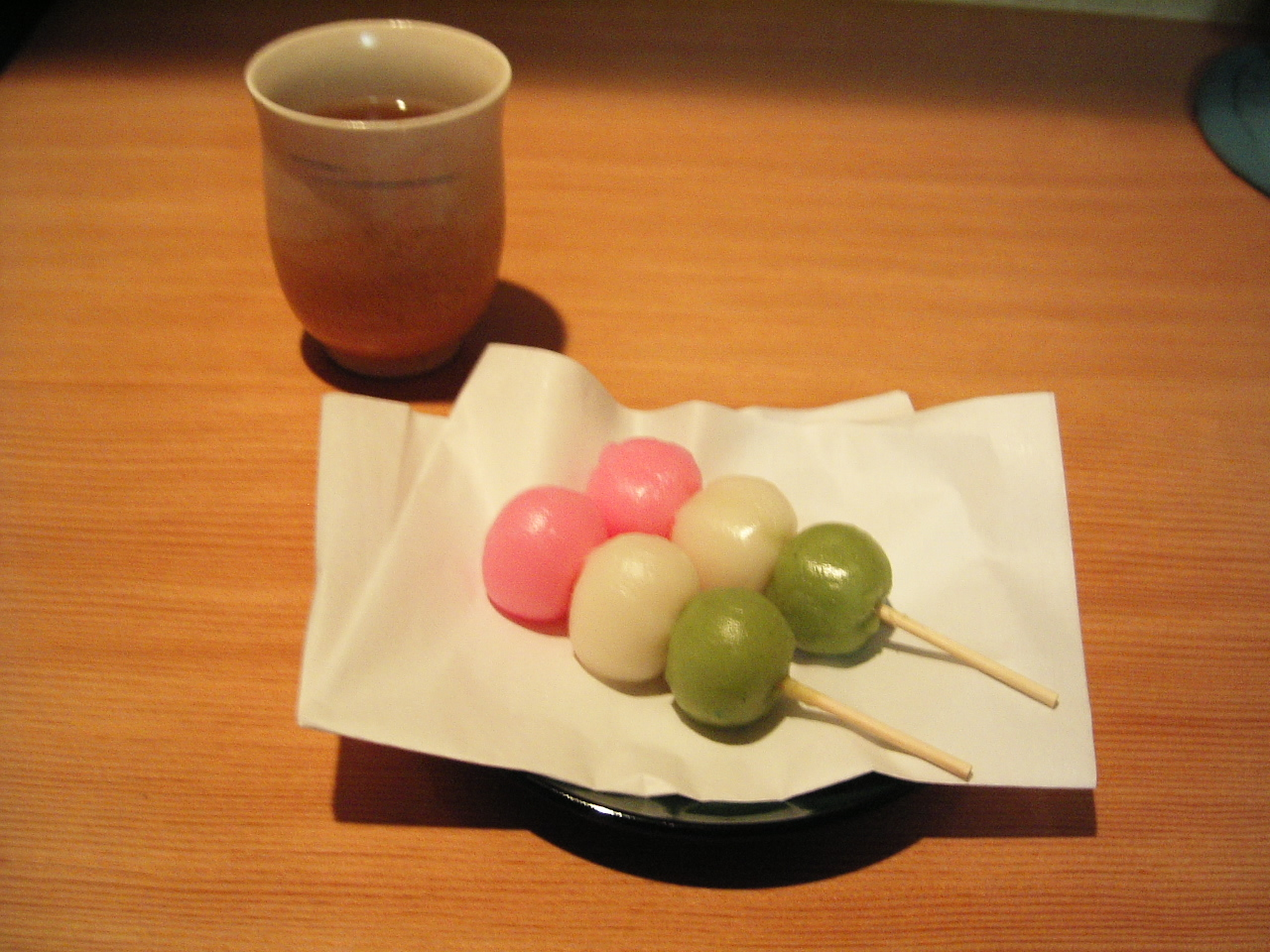
Hanami dango, bekend van de emoji 🍡
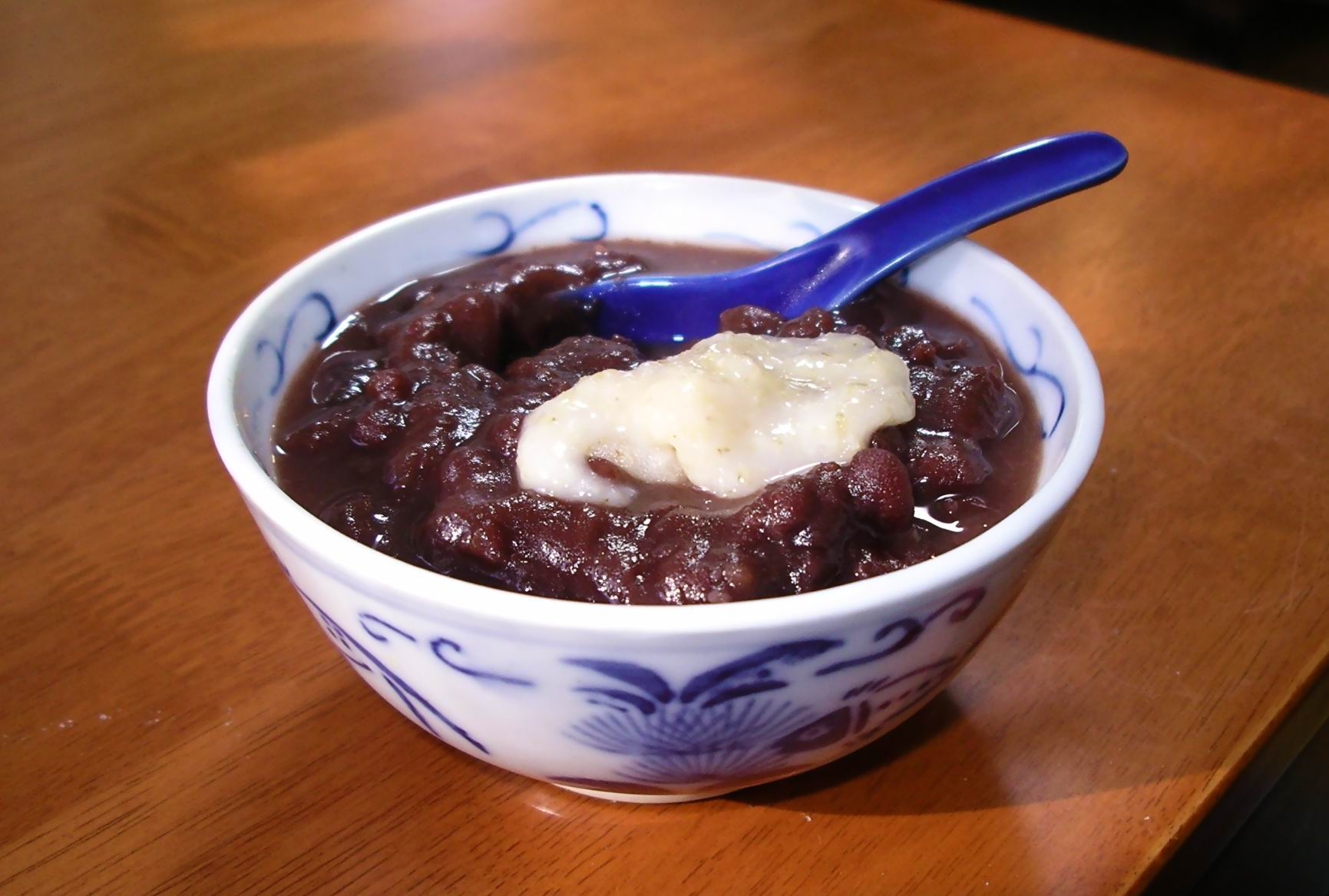
Oshiruko / Zenzai (おしるこ/ぜんざい) met genmai mochi
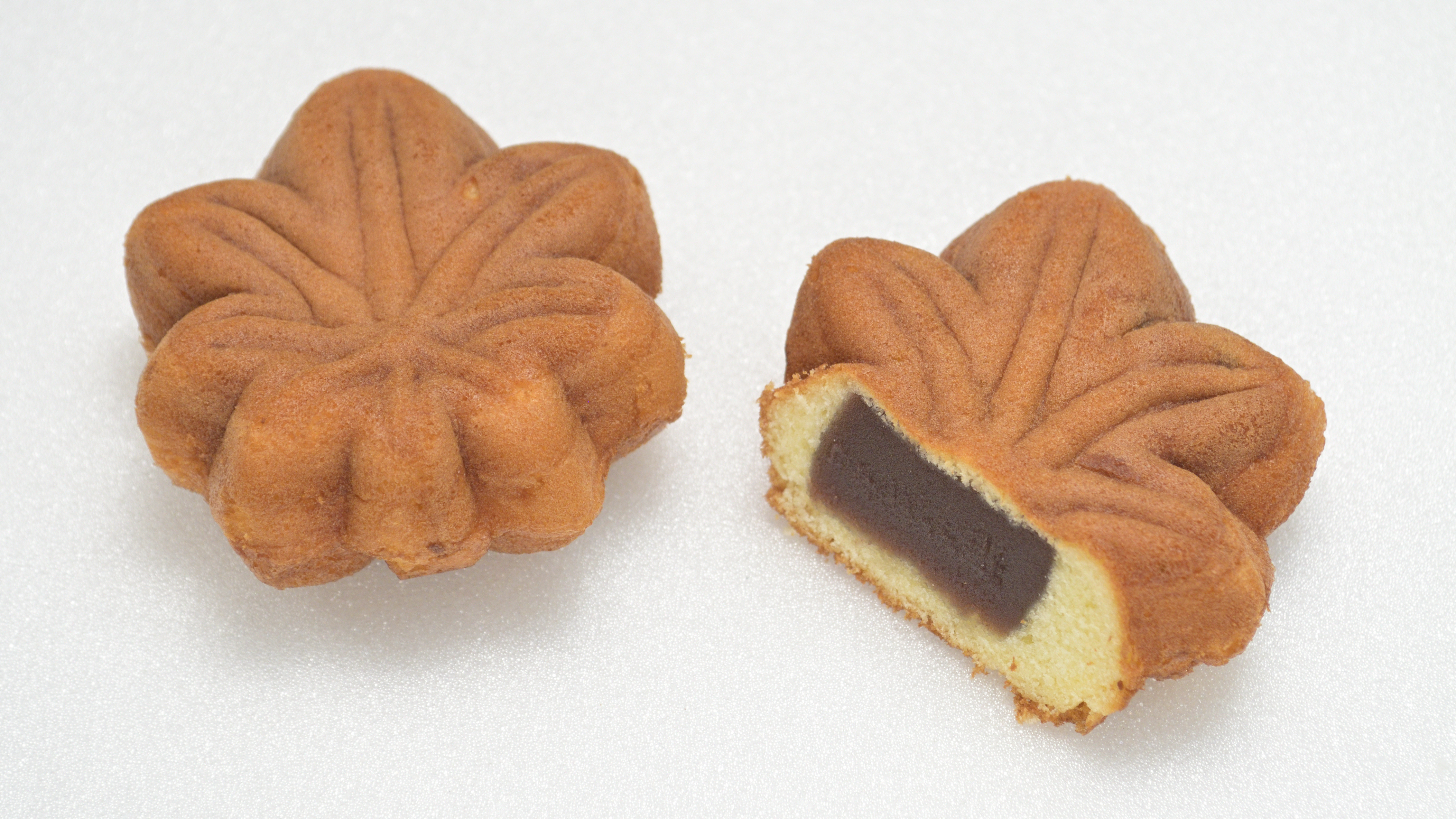
Momiji Manjū uit Hiroshima en Miyajima
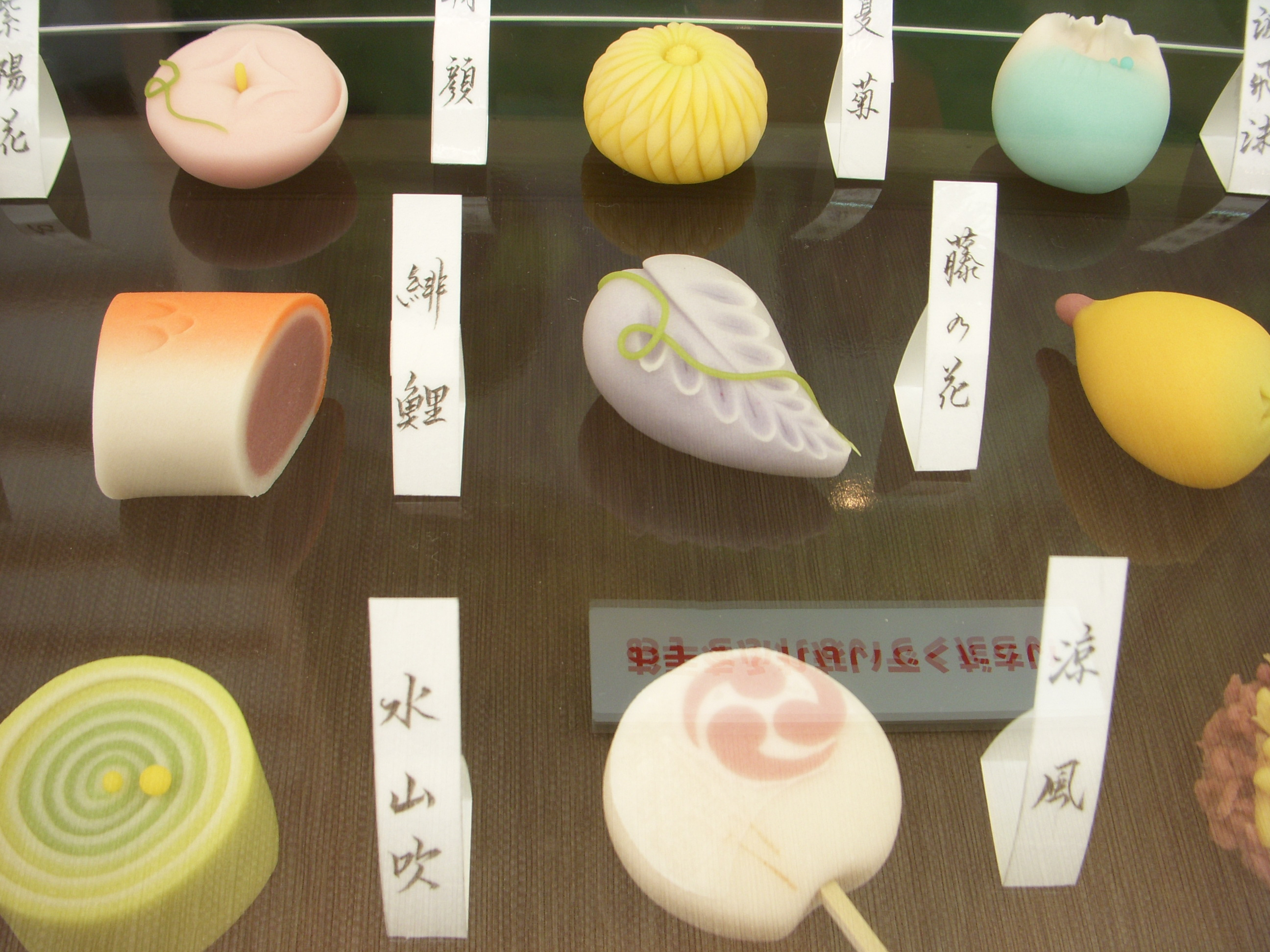
Wagashi
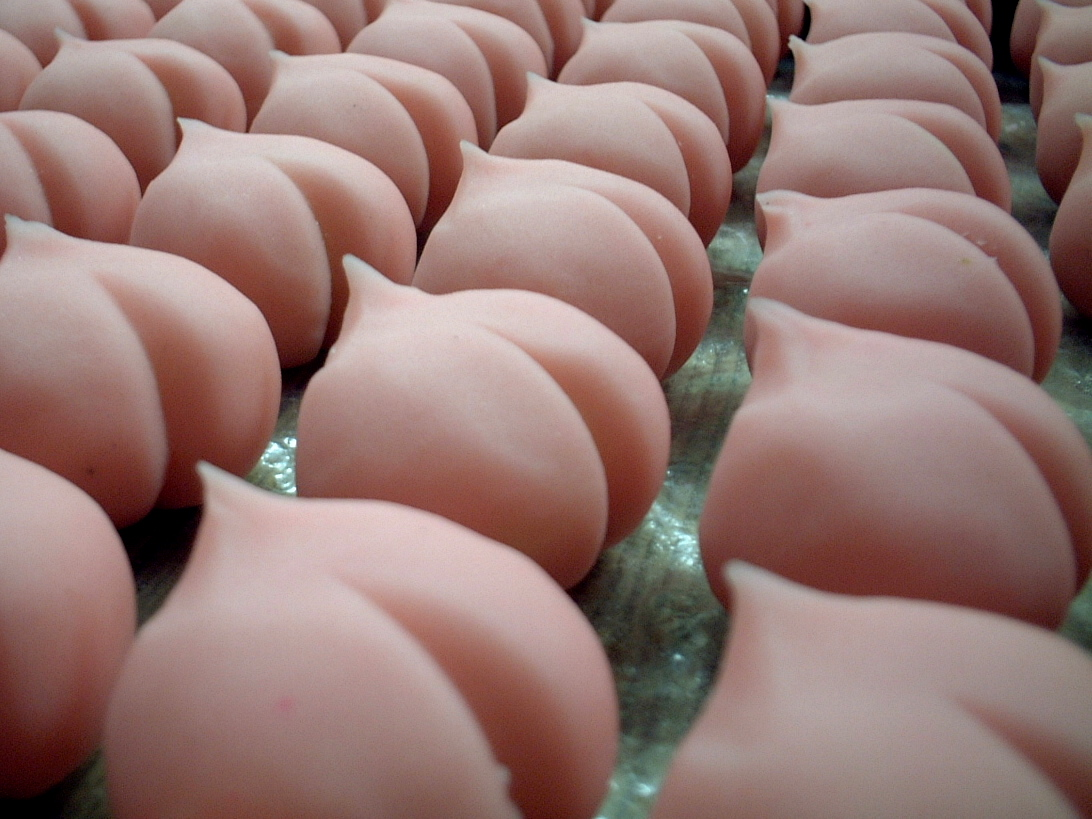
Seioubo